# Doug Williams
Douglas Lee Williams (* 9. August 1955 in Zachary, Louisiana) ist ein ehemaliger amerikanischer American-Football-Spieler und -Trainer. Er spielte als Quarterback in der National Football League (NFL) bei den Washington Redskins.

## Jugend/College
Williams spielte College Football an der Grambling State University in Grambling, Louisiana. An diesem College studieren in der Regel afroamerikanische Studenten. Die Grambling State University Tigers spielen in der zweiten Liga der NCAA, was bedeutet, dass Spieler dieser Mannschaft in der Regel keine Profikarriere zu erwarten haben. Erschwerend für eine Profikarriere als Quarterback war auch die Hautfarbe von Williams. Schwarze Quarterbacks waren bei den Teambesitzern und den Trainern der NFL nicht sehr beliebt. Williams setzte sich trotzdem durch. Während seines Studiums gewann er mit seiner Mannschaft 35 von 40 Spielen. Er selbst erzielte 93 Touchdowns in seiner Laufbahn. Da seine anderen statistischen Werte ebenfalls herausragend waren, wurden die Scouts der NFL auf den unterklassigen Spieler aufmerksam.

## Profikarriere
Williams wurde im NFL Draft 1978 in der 1. Runde an der 17. Stelle durch die Tampa Bay Buccaneers ausgewählt – einer Mannschaft, die erst 1976 in die NFL aufgenommen worden war. Es wurden regelmäßig mehr Spiele verloren als gewonnen (11 ihrer 16 Saisonspiele). 1979 kam die Wende. Williams, dessen persönliche Statistiken im ersten Jahr nicht überzeugen konnten, führte seine Mannschaft im zweiten Jahr bis in das NFC Championship Game, wo sie an den Los Angeles Rams scheiterten. 1981 zogen die Buccanneers mit Williams erneut in die Play-offs ein (Williams statistische Werte zeigten sich dabei stark verbessert) und unterlagen im ersten Spiel den Dallas Cowboys. In der streikbedingt verkürzten Saison 1982 scheiterten sie erneut im ersten Spiel der Play-offs an den Cowboys.
Obwohl Williams bis zu diesem Zeitpunkt der bislang beste Quarterback des Teams aus Florida gewesen war, kam es zu Vertragsschwierigkeiten, und Williams schloss sich daraufhin 1984 den Oklahoma Outlaws an, einem Team der neu gegründeten United States Football League (USFL). Das Team zog ein Jahr später nach Arizona um und schloss sich mit den Arizona Wranglers zu den Arizona Outlaws zusammen. Williams statistische Werte waren zu diesem Zeitpunkt befriedigend. Zwar erzielte er mit seinen Pässen in beiden Jahren einen Raumgewinn von 6.757 Yards, warf allerdings auch 38 Interceptions bei 36 Touchdowns. Die Outlaws konnten nie in die Play-offs einziehen. Nach zwei Jahren war die USFL finanziell am Ende.
1986 wechselte Williams in die NFL zu den Washington Redskins. Joe Gibbs war zu diesem Zeitpunkt Head Coach der Mannschaft und kannte ihn bereits aus seiner Zeit bei den Buccaneers, wo er zuvor als Assistenztrainer tätig war. Williams wurde Ersatzmann hinter Jay Schroeder und ersetzte diesen verletzungsbedingt 1987 während der laufenden Saison. Die Zeit seiner größten Erfolge begann. Die Redskins konnten in diesem Jahr in die Play-offs einziehen, besiegten nacheinander jeweils knapp die Chicago Bears und die Minnesota Vikings um in den Super Bowl einzuziehen. Im Super Bowl XXII trafen sie dann auf die Denver Broncos, die mit ihrem Quarterback John Elway als die großen Favoriten galten. In San Diego überrollte Williams mit seiner Mannschaft im zweiten Viertel mit 35 Punkten die Broncos, die zuvor in Führung gegangen waren und setzte dadurch den Grundstein zum 42:10-Sieg. Williams selbst warf vier Touchdowns im zweiten Viertel, was bis heute (2017) einen Rekord darstellt. Williams, der vor dem Spiel tagelang unter Zahnschmerzen litt und kurz vor dem Spiel von einem Zahnarzt behandelt wurde, war damit der erste afroamerikanische Quarterback, der in einem Super Bowl spielte und diesen gewann. Die These, dass schwarze Quarterbacks nicht in der Lage seien, eine Mannschaft zu führen, die vor dem Spiel durch eine Frage eines Reporters nochmals offenbar wurde („Wie lange sind Sie schon ein schwarzer Quarterback?“) wurde von Williams widerlegt. Die Frage des Reporters wird im Übrigen heute als Missverständnis bezeichnet. Williams Trikot war nach dem Sieg einer der meistverkauften Fanartikel der Redskins. 1989 beendete Williams seine Laufbahn als Spieler. In seiner NFL-Laufbahn gelangen ihm in neun Jahren 100 Touchdowns und ein Raumgewinn von 16.998 Yards.

## Trainer
Williams war auf unterschiedlichen Positionen als Trainer und als Scout tätig. So unter anderem bei den Scottish Claymores in der NFLE, am Morehouse College in Atlanta und an seiner alten Alma Mater in Grambling – mit der er auch dreimal regionaler Meister werden konnte. Derzeit ist er bei den Washington Commanders beschäftigt.

## Ehrungen
Williams wurde für seinen Beitrag zum Super Bowl MVP gewählt. Er ist Mitglied der College Football Hall of Fame und befindet sich auf der Liste der 90 besten Spieler, die jemals bei den Commanders gespielt haben.